# Krajan (Kalikotes)
Krajan is een bestuurslaag in het regentschap Klaten van de provincie Midden-Java, Indonesië. Krajan telt 2414 inwoners (volkstelling 2010).